# Nicolás Vásári
Nicolás Vásári (en húngaro: Vásári Miklós) (?, - Vásári - 12 de mayo / 19 de agosto de 1358)  trigésimo sexto arzobispo de Estrigonia (1350 - 1358), miembro de la nobleza húngara del siglo XIV.

## Biografía
Se desconoce la fecha de nacimiento, pero se sabe que nació en Vásári. Según una fuente, Nicolás Vásári es identificado con Nicolás Frankó, aseverando que son la misma persona. Su madre era la hermana mayor del arzobispo Chanad Telegdi de Estrigonia. En 1331, el joven Nicolás fue enviado por su tío a Roma para pedir en su nombre la investidura como arzobispo de Estrigonia, e igualmente acompañó a la reina Isabel Łokietek en su peregrinación a Italia.
En 1339, Nicolás fue nombrado canónigo de Eger, y también como gran prepósito de Estrigonia, siendo señalado como hábil jurista. El 16 de febrero de 1344 pidió al papa que le otorgase a él y a toda su familia el perdón absoluto, y que a la abadía de San Martín de su suelo natal de Vásár recibiese el permiso de perdón absoluto. Desde 13448 hasta 1350 estuvo a la cabeza de la arquidiócesis de Nitra, desde donde fue transferido a Zagreb. Según Kollányi, a comienzos de 1349 fue elegido obispo de Zagreb, pero en ese mismo año fue transferido al arzobispado de Kalocsa, pero el 11 de enero de 1350 ya aparece nombrado arzobispo de Estrigonia. Nombrado como Nicolás de Monoszló, alcanzó el cargo jerárquico más alto de la Iglesia en Hungría, y entre 1352 y 1356 fue canciller real también. 
Apoyó la política del rey Luis I de Hungría durante su oficio, y falleció en 1358.